# Lanfir
Lanfir is een van de dertien verzakers of, zoals zij zich noemen, uitverkorenen, uit de boekencyclus Rad des Tijds van Robert Jordan.
Lanfir wordt gezien als de krachtigste vrouwelijke verzaker. In de Oude Spraak betekent haar naam Dochter van de Nacht, een verwijzing naar haar domein Tel'aran'rhiod (Wereld van Dromen). Voordat ze naar de Duistere overliep, droeg Lanfir de naam Mierin Eronaile. Eronaile was geen bekende of beroemde persoon, maar genoot in wetenschappelijk opzicht het respect van haar collega's. Eronaile werkte aan de Collam Daan en zij behoorde tot het team dat het bestaan van de Duistere ontdekte en de Bres boorde.
De reden dat Eronaile overliep naar de Duistere was eenvoudig: liefde en haat. Eronaile en Lews Therin hadden een kortstondige relatie met elkaar. Lews Therin verbrak deze relatie, omdat Eronaile macht en beroemdheid via Lews Therin najoeg. Nadat Lews Therin de relatie verbrak, joeg Eronaile hem verbeten na.

Enkele jaren voor de Oorlog van de Schaduw huwde Lews Therin Ilyena Moerelle Dalisar en toen brak er iets bij Eronaile. Ze liep naar de schaduw over en ze bleef haar pogingen voortzetten om Therin voor zich en de schaduw te winnen.
Tijdens haar activiteiten onder de vlag van de Duistere, ontrafelde zij veel informatie uit de dromen van mensen en wist zij mensen met behulp van dromen te manipuleren. Daarnaast had zij grondige kennis van de persoon Lews Therin, die opperbevelhebber van de strijdkrachten van het licht was. 

Tijdens de verzegeling van de Bres werd Lanfir diep in de verzegeling vastgezet, zodat zij de wereld niet via de dromen kon manipuleren. Nadat zij zich ontworsteld had uit de Bres, nam ze de naam Selene aan en richtte al haar energie op Rhand Altor. Zij vermoedde dat Altor de incarnatie van Lews Therin was. Tijdens een gevecht met de Aes Sedai Moiraine viel ze samen met haar door een Ter'angreaal. Vanaf dat moment is zowel van Lanfir, als van Moiraine niets meer vernomen.
Een van de tekens waaraan Lanfir herkend kan worden is dat zij zich vaak omringt met manen en sterren. De naam Selene is ontleend aan de Griekse maangodin Selene.